# Anna-Maria Piontek
Anna-Maria Piontek (* 19. September 1921 in Rostock; † unbekannt) war eine deutsche Politikerin (CDU). Sie war von 1948 bis 1950 mecklenburgische Landtagsabgeordnete, später Frauenreferentin in der CDU-Parteileitung und ab März 1953 Kreissekretärin in Pankow-Berlin.

## Leben
Anna-Maria Piontek wurde 1945 oder 1946 Mitglied der CDU in Stralsund, wo ihre Mutter eine Bäckerei betrieb. Seit 1946 war Piontek Mitarbeiterin der Stadtverwaltung Stralsund, zunächst in der Abteilung Industrie und Wirtschaft, dann ab 1947 auf dem Standesamt. 1948 rückte sie für Annemarie von Harlem in den mecklenburgischen Landtag nach. Nach der Parteisäuberung im Frühjahr 1950 wurde Piontek als Frauenreferentin in die Parteileitung der CDU berufen. Die Parteiführung zeigte sich unzufrieden mit der Jungfunktionärin und entließ sie 1951. Sie nahm eine Tätigkeit in der Volkssolidarität auf, trat im März 1953 allerdings als Kreissekretärin in Pankow wieder in CDU-Dienste.